# Margarinsäure
Die Margarinsäure (über französisch acide margarique von altgriechisch μάργαρον márgaron oder μαργαρίτης margarítēs „Perle“), nach IUPAC n-Heptadecansäure, gehört zur Stoffgruppe der Alkansäuren. Sie ist eine gesättigte Fettsäure mit einer ungeraden Anzahl von 17 Kohlenstoffatomen. Ihre Salze und Ester heißen systematisch Heptadecanoate.

## Geschichte
Ihren Namen erhielt diese Verbindung von dem französischen Chemiker Michel Eugène Chevreul. Bei Untersuchungen zur Verseifung von Schweineschmalz mit Pottasche im Jahr 1814 meinte er, eine neue Fettsäure entdeckt zu haben. Diese Verbindung, die sich in Form perlmuttfarben glänzender Kristalle darstellte, benannte er, in Anlehnung an das griechische Wort  μάργαρον márgaron („Perle“), als acide margarique (daher dann die Wortschöpfung oléomargarine „Margarine“).
Näher untersucht wurde die Margarinsäure, neben der Ölsäure, vom deutschen Chemiker Franz Varrentrapp während seiner Promotion bei Justus von Liebig. Auch Liebig erwähnte die Margarinsäure mehrfach in seinen „Chemischen Briefen“. So schreibt er über sie im 19. Brief:

„So fanden sich bei der Verlegung des Kirchhofes des Innocenz aus dem Innern der Stadt vor die Thore von Paris die meisten Leichen, dem Anschein nach, in Fett verwandelt. Die Substanz der Haut, Muskeln, Zellen und Sehnen war bis auf die Knochen völlig verschwunden, nur das der Verwesung am längsten widerstehende Fett der Leichen war als Margarinsäure zurückgeblieben, von welcher damals Hunderte von Centnern von den Seifensiedern in Paris zu Lichtern und Seife verarbeitet wurden.“

Wilhelm Heinrich Heintz fand jedoch durch Entwicklung neuer Trennmethoden heraus, dass die damals bislang als Margarinsäure beschriebene natürliche Verbindung kein Reinstoff war, sondern ein Gemisch aus Palmitin- und Stearinsäure. Gleichzeitig gelang Heintz die Synthese der Margarinsäure.

## Vorkommen
Lange Zeit wurde angenommen, dass Margarinsäure in der Natur nicht vorkommt, da nur Fettsäuren mit geradzahliger Kohlenstoffzahl isoliert werden konnten. Diese Vermutung wurde 1957 widerlegt, als Margarinsäure aus Butterfett isoliert wurde. Sie kommt jedoch in der Natur in verschiedenen Lipiden vieler Pflanzenarten vor, meistens nur in geringer Konzentration, sie ist auch im Milchfett und Tierfett zu finden, im Rindertalg und Schweineschmalz ist sie zu etwa 2 Gew.% enthalten.

## Gewinnung und Darstellung
Die vermutlich erste Beschreibung der Synthese von Margarinsäure im Labor stammt aus dem Jahr 1958.

## Pharmakologie
Margarinsäure- und Pentadecansäure-Level in den Phospholipiden des Blutplasmas sind in Beobachtungsstudien mit einem geringeren Risiko assoziiert, an Diabetes mellitus Typ 2 oder Koronarer Herzkrankheit zu erkranken.
Ein vergleichsweise hoher Anteil von Margarinsäure, wie auch Pentadecansäure, wird traditionell als ein Marker für einen hohen Verzehr von fettreichen Milchprodukten gesehen. Dies rührt daher, dass diese vor allem von Bakterien in Wiederkäuer-Mägen hergestellt werden und in die Muttermilch übergehen. Benjamin Jenkins et al. beobachteten jedoch, dass das Verhältnis von Margarinsäure zu Pentadecansäure im Blutplasma oft annähernd 2:1 ist, wohingegen das Verhältnis in Milchfett 1:2 ist. Daraus folgerten sie, dass Milchfett nicht die Hauptquelle von Margarinsäure im menschlichen Körper sein könne. Eine Studie von Pertiwi et al. kam zu dem Ergebnis, dass zwar das Pentadecansäure-Level im Körper hauptsächlich durch den Verzehr von Milchprodukten bestimmt wurde, dass jedoch das Margarinsäure-Level im Körper sowohl durch den Verzehr von Milchprodukten als auch gleichermaßen durch den Verzehr von Ballaststoffen aus Obst, Gemüse und Vollkorngetreide(produkten) erklärbar war. Zu einem ähnlichen Ergebnis kam auch die European Prospective Investigation into Cancer and Nutrition Inter-Act study.